# Antoine Daveluy
Marie-Nicolas-Antoine Daveluy (* 16. März 1818 in Amiens, Frankreich; † 30. März 1866 in Galmaemot, Korea) war ein französischer Missionar und Heiliger. Sein Festtag ist der 30. März und am 20. September gemeinsam mit den 103 Märtyrern von Korea.

## Leben

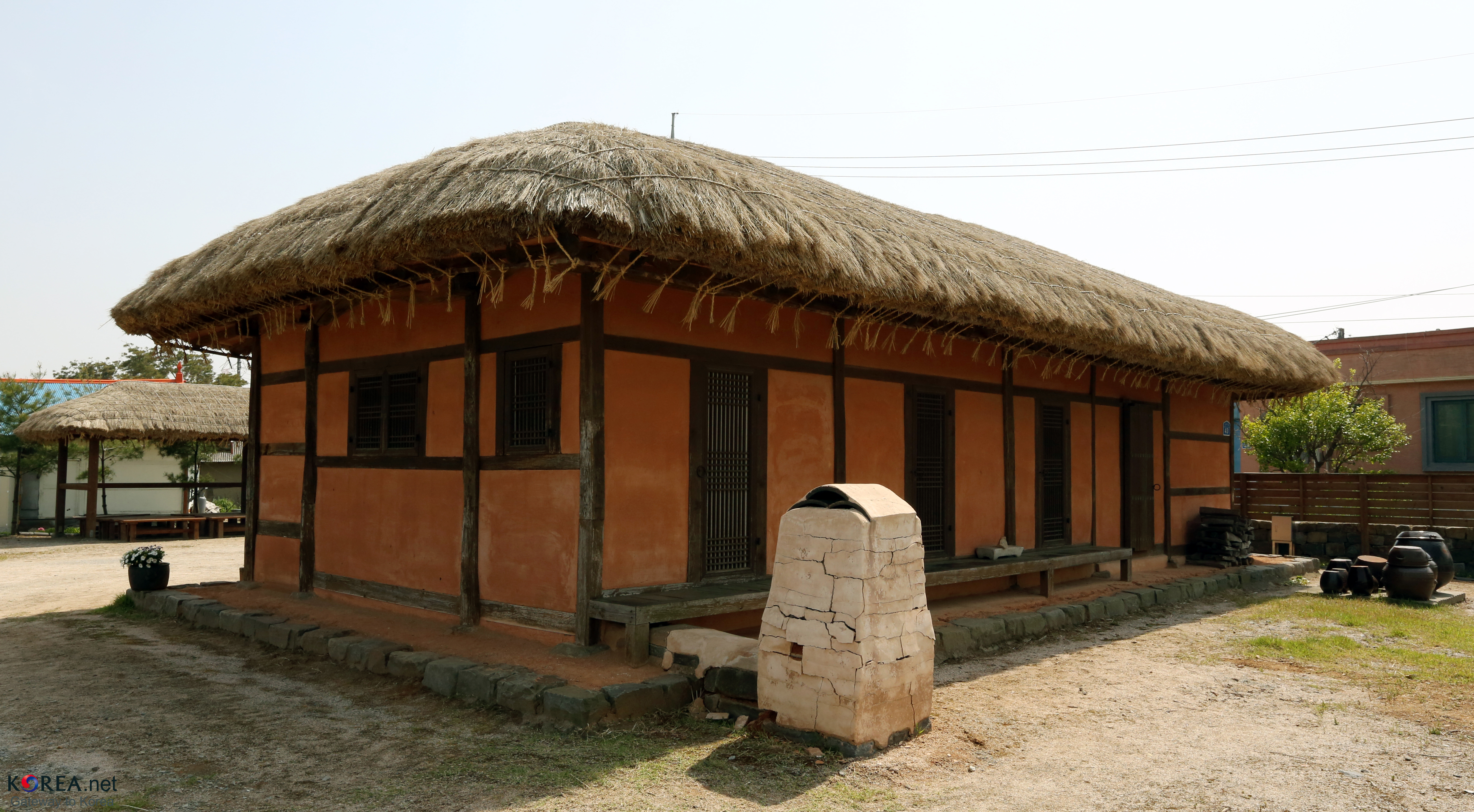
Residenz von Bischof zwischen 1845 und 1866 im Dorf Sin-ri

Antoine Daveluy wurde als Sohn eines Fabrikbesitzers, Stadtrat und Regierungsbeamten geboren. Er stammte aus einer frommen Familie. Zwei seiner Brüder wurden ebenfalls Priester. Im Oktober trat er selbst in das St.-Sulpice-Seminar in Issy-les-Moulineaux ein und wurde am 18. Dezember 1841 zum Priester geweiht.
Seine erste Einsatzstelle war als Hilfsgeistlicher in Roye. Trotz schlechter Gesundheit trat er am 4. Oktober 1843 der Pariser Mission bei. Am 6. Februar 1844 reiste als Missionar für die japanischen Ryūkyū-Inseln ab. In Macau überredete ihn der neue Apostolische Vikar von Korea, Jean-Joseph-Jean-Baptiste Ferréol ihn dorthin zu begleiten. Mit ihnen kam auch Andreas Kim Taegon, ein koreanischer Seminarist der in Marcau studierte. Zuerst reisten sie nach Shanghai. Dort weihte Bischof Ferréol Andreas Kim Taegon am 17. August 1845 zum Priester. Die drei Geistlichen machten sich im Oktober auf die stürmische Überfahrt nach Chungcheong-do, wo sie illegal einreisten und von nun an trotz des strengen Aufenthaltsverbots für Ausländer heimlich missionierten.
Pater Daveluy begann seine Arbeit als Missionar und sprach die koreanische Sprache fließend. Er schrieb ein koreanisch-französisches Wörterbuch, koreanische Bücher über die katholische Kirche und ihre Geschichte. Am 13. November ernannte ihn Papst Pius IX. zum Titularbischof von Akka und Koadjutor des Apostolischen Vikars von Korea Siméon-François Berneux, der nach dem Tod von Bischof Ferréol 1854 zum Apostolischen Vikar ernannt wurde. Am 25. März 1857 weihte ihn Berneux zum Bischof.
Im Jahr 1866 begannen die Verfolgungen von Byeong-in, bei denen die koreanische Regierung versuchte, den bislang großteils tolerierten Katholizismus in Korea auszumerzen. Nach der Hinrichtung seines Vorgesetzten Berneux folgte Daveluy diesem am 8. März 1866 als Apostolischer Vikar nach. Die Koreaner verhafteten ihn drei Tage später und folterten ihn. Am 30. März, dem Karfreitag des Jahres 1866, wurde er gemeinsam mit den französischen Priestern Pierre Aumaître und Martin-Luc Huin und den koreanischen Katecheten Lucas Hwang Sŏk-tu und Joseph Chang Chu-gi hingerichtet.
Die Heiligsprechung dieser fünf Märtyrer fand am 6. Mai 1984 gemeinsam mit der von Bischof Berneux und 96 weiteren koreanischen Märtyrern in Seoul statt.

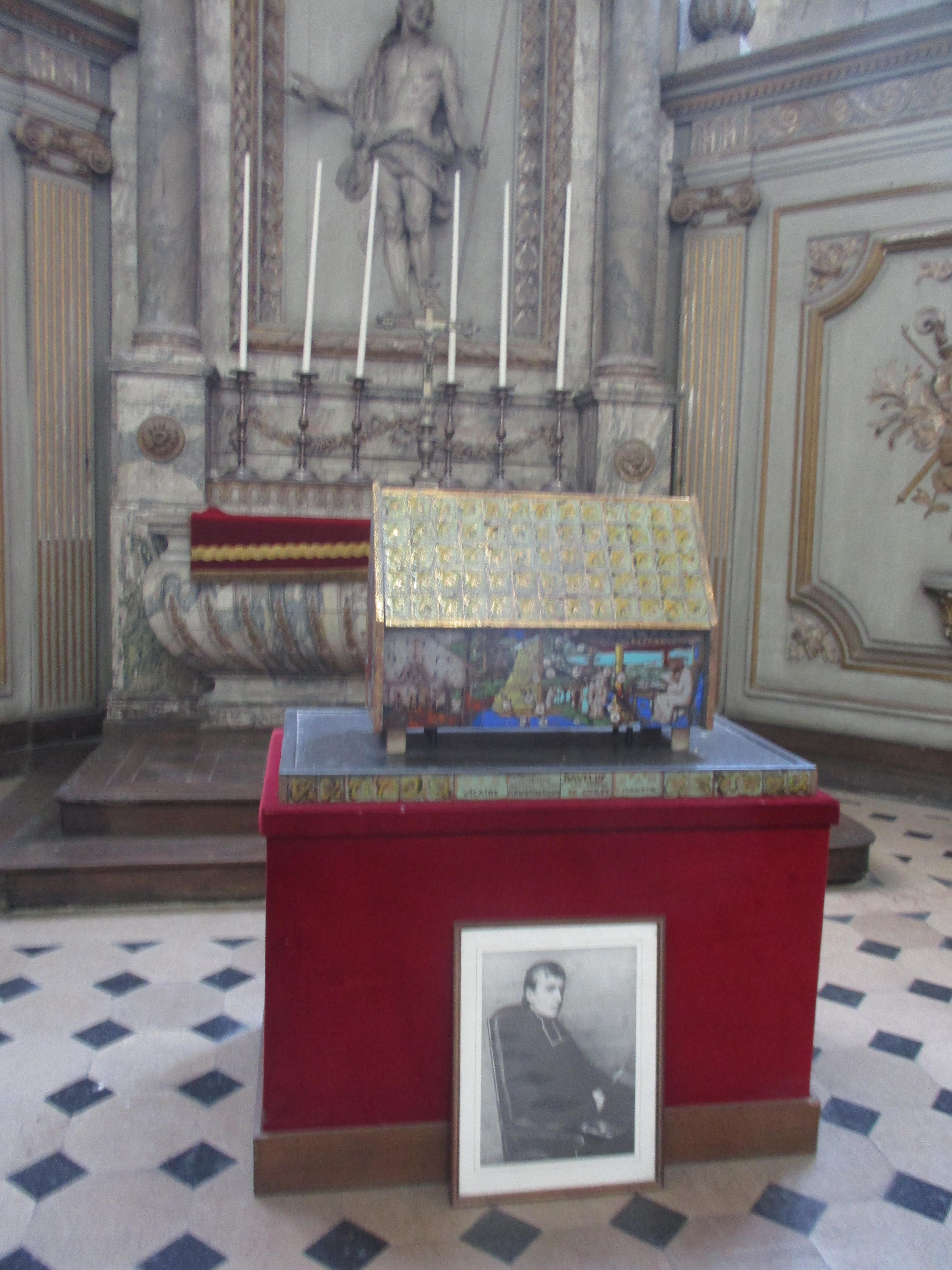
Reliquien des Heiligen Antoine Daveluy in der Kathedrale von Amiens.